# 2021 en Turquie
Chronologie de la Turquie
- 2017
- 2018
- 2019
- 2020
- 2021
- 2022
- 2023
- 2024
- 2025

Cette page concerne les évènements survenus en 2021 en Turquie  :

## Évènement
- Pandémie de Covid-19 en Turquie
- Crise de la lire turque
- Affaire de l'interdiction du Parti démocratique des peuples (en)
- à partir du 4 janvier : Manifestations de l'Université de Boğaziçi
- 8 janvier : Lancement du satellite Türksat 5A
- 10-14 février : Opération Claw-Eagle 2, opération aérienne et terrestre par les forces armées turques contre le Parti des travailleurs du Kurdistan (PKK) dans la province de Dahuk, en région autonome kurde, au nord de l'Irak.
- 4 mars : Crash de l'Eurocopter AS532 Cougar de l'armée de l'air turque (en)
- avril : Scandale du passeport gris (en), système de trafic d'êtres humains facilité par la délivrance de passeports dits « gris », généralement fournis aux diplomates et autres fonctionnaires turcs pour voyager à l'étranger sans remplir les conditions d'obtention d'un visa.
- 6 avril : Sofagate, incident diplomatique.
- mai : Kebabistes séparatistes (en)
- 15 juin : Déclaration de Choucha, accord entre l'Azerbaïdjan et la Turquie.
- 17 juin : Meurtre de Deniz Poyraz (en)
- à partir du 28 juillet : Feux de forêt en Turquie
- 30 juillet : Massacre de Konya (en)
- 11 août : Inondations en Turquie
- 16 août : Frappes aériennes turques sur Sinjar (en)
- 19 décembre : Lancement du satellite Türksat 5B

## Culture
- Sortie du film Hey There!.

## Sport
- Championnat de Turquie de football 2020-2021
- Championnat de Turquie de football 2021-2022
- 7-13 janvier : Tournoi de tennis d'Antalya (ATP 2021)
- 11-18 avril : Tour de Turquie (cyclisme)
- 19-25 avril : Tournoi de tennis d'Istanbul (WTA 2021)
- 31 mai-6 juin : Organisation des championnats d'Europe de tir à l'arc à  Antalya.
- 23 juillet-8 août : Participation de la Turquie aux Jeux olympiques d'été de Tokyo.
- 10 octobre : Grand Prix automobile de Turquie

## Décès
- Ahmet Vefik Alp (en), architecte et urbaniste.
- Hüner Coşkuner (en), chanteur.
- Aylin Özmenek, animatrice de radio et de télévision.
- Muammer Sun, compositeur.
- Kadir Topbaş, architecte et personnalité politique.